# 알렉세이 올로브니코프
알렉세이 마트베예비치 올로브니코프(러시아어: Алексей Матвеевич Оловников; 1936년 10월 10일 – 2022년 12월 6일)는 러시아의 생물학자였다. 그는 1971년에 텔로미어 단축 문제를 최초로 인지하고, 텔로머레이스의 존재를 예측했으며, 노화의 텔로미어 가설과 암과의 텔로미어 관계를 제안했다.
올로브니코프의 이론은 처음에는 회의적인 시선을 받았지만, 텔로머레이스의 발견으로 2009년 노벨 생리학·의학상을 수상한 엘리자베스 블랙번, 캐럴 그라이더, 잭 쇼스택의 연구 이후 20세기 후반에 인정을 받았다.
이러한 발견에도 불구하고, 그는 효소의 발견과 그 생물학적 중요성으로 수여된 2009년 노벨 생리학·의학상을 받지 못했다. 2009년에 그는 러시아 과학 아카데미의 데미도프 상을 수상했다.
알렉세이 올로브니코프는 유기체 수준에서만 노화를 설명하는 것이 불충분하다고 생각했으며, 텔로미어 단축을 노화의 근본 원인이라기보다는 "표식"으로 보았다.
올로브니코프는 줄기세포에서 텔로미어를 길게 하는 특수 DNA 중합효소의 존재를 예측했다.

## 개인 생활
알렉세이 올로브니코프는 2022년 사망할 때까지 나탈리아 올로브니코바와 결혼 생활을 했다.

## 사망
올로브니코프 박사는 2022년 12월 6일 86세의 나이로 사망했다. 그의 사망 원인에 대한 구체적인 내용은 공개되지 않았다.